# Шастан
Шастан (фр. Chastang) је насељено место у Француској у региону Лимузен, у департману Корез.
По подацима из 2011. године у општини је живело 359 становника, а густина насељености је износила 45,62 становника/km².

## Демографија
| 1962. | 1968. | 1975. | 1982. | 1990. | 2011. |
| ----- | ----- | ----- | ----- | ----- | ----- |
| 284   | 251   | 264   | 288   | 300   | 359   |